# Hello! Project 2009 Winter ワンダフルハーツ公演 〜革命元年〜/エルダークラブ公演 〜Thank you for your LOVE!〜
『Hello! Project 2009 Winter ワンダフルハーツ公演 〜革命元年〜/エルダークラブ公演 〜Thank you for your LOVE!〜』（ハロー!プロジェクト2009ウインター ワンダフルハーツこうえん 〜かくめいがんねん〜/エルダークラブこうえん 〜センキューフォーユアラブ!〜）は、2009年1月に開催されたハロー!プロジェクト所属グループ、個人参加の合同コンサートツアー。

## Hello! Project 2009 Winter ワンダフルハーツ公演 〜革命元年〜

### 出演者
- モーニング娘。、Berryz工房、℃-ute、真野恵里菜、月島きらり starring 久住小春 (モーニング娘。)、MilkyWay、Buono!、しゅごキャラエッグ!、ハロプロエッグ選抜
- MC まこと、小川麻琴

### 日程
- 2009年1月2日・3日（3回公演）・4日（3回公演）・5日（2回公演）：東京・中野サンプラザ
- 1月18日（2回公演）：大阪・大阪厚生年金会館 大ホール
- 1月25日（2回公演）：愛知・中京大学文化市民会館 オーロラホール

## エルダークラブ公演 〜Thank you for your LOVE!〜

### 出演者
- 中澤裕子、飯田圭織、安倍なつみ、保田圭、矢口真里、小川麻琴、藤本美貴、稲葉貴子、メロン記念日、前田有紀、松浦亜弥、三好絵梨香、岡田唯、音楽ガッタス
- MC まこと
- スペシャルゲスト：真野恵里菜

### 日程
- 2009年1月10日（2回公演）・11日（2回公演）：東京・中野サンプラザ
- 1月17日（2回公演）：大阪・大阪厚生年金会館 大ホール
- 1月24日（2回公演）：愛知・中京大学文化市民会館 オーロラホール

## DVD

### Disc1
『Hello! Project 2009 Winter ワンダフルハーツ公演 〜革命元年〜』
2009年1月4日に中野サンプラザで開催された様子を収録 112分
1. OPENING
2. リゾナント ブルー （モーニング娘。、他全員バックダンサー）
3. LALALA 幸せの歌（ハロプロワンダフルオールスターズ Ver.） （ハロプロワンダフルオールスターズ）
4. VTR（メンバー紹介映像）
5. MC
6. みんなのたまご （しゅごキャラエッグ!）
7. はぴ☆はぴ サンデー! （月島きらり starring 久住小春 (モーニング娘。)）
8. タンタンターン!（MilkyWay）
9. MC
10. FOREVER LOVE （℃-ute）
11. めぐる恋の季節 （萩原舞、岡井千聖、中島早貴、梅田えりか、有原栞菜、田中れいな、光井愛佳）
12. MC
13. MADAYADE （Berryz工房）
14. 恋の呪縛 （亀井絵里、道重さゆみ、清水佐紀、須藤茉麻、熊井友理奈、徳永千奈美、菅谷梨沙子）
15. MC
16. ラララ-ソソソ （真野恵里菜）
17. ロッタラ ロッタラ （Buono!）
18. 泣いちゃうかも （モーニング娘。）
19. みかん （新垣里沙、亀井絵里、道重さゆみ、久住小春、光井愛佳、ジュンジュン、リンリン、矢島舞美、菅谷梨沙子）
20. ジンギスカン （新垣里沙以外全員）
21. MC
22. 白いTOKYO （新垣里沙、徳永千奈美、須藤茉麻、中島早貴、萩原舞・真野恵里菜）
23. 夏DOKI リップスティック （矢島舞美）
24. バカにしないで （清水佐紀、夏焼雅、熊井友理奈、菅谷梨沙子）
25. Mr.Moonlight 〜愛のビッグバンド〜 （高橋愛ソロ・バックダンサー、梅田えりか、徳永千奈美、中島早貴、岡井千聖、有原栞菜）
26. MC
27. 即 抱きしめて （℃-ute）
28. ギャグ100回分愛してください （Berryz工房）
29. ダーリン I LOVE YOU （Berryz工房、℃-ute）
30. MC
31. Take off is now! （高橋愛、新垣里沙、田中れいな）
32. 恋愛レボリューション21 （モーニング娘。）
33. グルグルJUMP （久住小春、光井愛佳、ジュンジュン、リンリン・他全員バックダンサー、）
34. 雨が降らない星では愛せないだろう? （1番のみモーニング娘。・他全員）
35. MC
36. Go Girl 〜恋のヴィクトリー〜 （全員）

### Disc2
『エルダークラブ公演 〜Thank you for your LOVE!〜』
2009年1月11日に中野サンプラザで開催された様子を収録
1. OPENING
2. I WISH （中澤裕子、飯田圭織、安倍なつみ、矢口真里、保田圭、石川梨華、吉澤ひとみ、紺野あさ美、小川麻琴、藤本美貴）
3. I know （全員）
4. VTR（メンバー紹介映像）
5. MC
6. 十年愛 （中澤裕子、飯田圭織、安倍なつみ、保田圭）
7. スクリーン （安倍なつみ）
8. 恋のテレフォン GOAL （安倍なつみ）
9. MC
10. ラララ-ソソソ （真野恵里菜）
11. MC
12. GIVE ME UP （メロン記念日）
13. ケンチャナ 〜大丈夫〜 （前田有紀）
14. BABY! 恋にKNOCK OUT! （保田圭、吉澤ひとみ、小川麻琴）
15. MC（懐かしVTRコーナー）会えない長い日曜日
16. 100回のKISS （松浦亜弥）
17. Yeah! めっちゃホリディ （松浦亜弥）
18. たんぽぽ （飯田圭織、矢口真里、石川梨華、紺野あさ美、柴田あゆみ）
19. エーゲ海に抱かれて （飯田圭織）
20. This is 運命 （メロン記念日）
21. 愛〜スイートルーム〜 （石川梨華、三好絵梨香、岡田唯）
22. ブギートレイン'03 （藤本美貴）
23. 悔し涙 ぽろり （中澤裕子）
24. MC（懐かしVTRコーナー）チュッ! 夏パ〜ティ
25. Magic of Love （稲葉貴子、前田有紀）
26. 青いスポーツカーの男 （飯田圭織、矢口真里、稲葉貴子、メロン記念日、三好絵梨香、岡田唯）
27. Thanks! （松浦亜弥、藤本美貴、稲葉貴子、前田有紀、メロン記念日、三好絵梨香、岡田唯）
28. MC
29. きずな （松浦亜弥、藤本美貴、稲葉貴子、前田有紀、メロン記念日、三好絵梨香、岡田唯）
30. MC
31. Come Together （音楽ガッタス）
32. 鳴り始めた恋のBell （音楽ガッタス）
33. MC
34. モーニングコーヒー→真夏の光線 （中澤裕子、飯田圭織、安倍なつみ、矢口真里、保田圭）
35. 愛あらばIT'S ALL RIGHT→ザ☆ピ〜ス!→LOVEマシーン （中澤裕子、飯田圭織、安倍なつみ、矢口真里、保田圭、石川梨華、吉澤ひとみ、紺野あさ美、小川麻琴、藤本美貴）
36. 恋する♡エンジェル♡ハート（全員）
37. MC
38. Never Forget（全員）